# Rahling
 Rahling  es una población y comuna francesa, en la región de Lorena, departamento de Mosela, en el distrito de Sarreguemines y cantón de Rohrbach-lès-Bitche.

## Demografía
| 881 | 843 | 857 | 827 | 781 | 793 |
| Para los censos de 1962 a 1999 la población legal corresponde a la población sin duplicidades (Fuente: INSEE [Consultar]) |     |     |     |     |     |